# ECW November to Remember

Logo November to Remember.

November to Remember (abrégé N2R) était un show de catch de la Eastern Championship Wrestling et plus tard Extreme Championship Wrestling qui se déroulait au mois de novembre entre 1993 et 2000. C'était un pay-per-view à partir de 1997. L'évènement était considéré comme le plus gros PPV de la ECW.

## Résultats

### Eastern Championship Wrestling

#### 1993
November to Remember 1993 s'est déroulé le 13 novembre 1993 au ECW Arena de Philadelphie, Pennsylvanie
- Salvatore Bellomo def. Rockin' Rebel par forfait dans un Chair match
- The Sandman a combattu Jim Neidhart pour un match nul
- The Public Enemy (Rocco Rock et Johnny Grunge) def. Badd Company (Pat Tanaka et Paul Diamond)
- Kevin Sullivan def. Tommy Cairo
- Malia Hosaka def. Sherri Martel par disqualification
- The Suicide Blondes (Johnny Hotbody et Tony Stetson) def. Bad Breed (Ian et Axl Rotten) pour conserver le ECW Tag Team Championship
- Johnny Gunn et Tommy Dreamer def. The Suicide Blondes (Johnny Hotbody et Tony Stetson) pour remporter le ECW Tag Team Championship
- The Tazmaniac def. Tommy Dreamer
- Mr. Hughes def. Johnny Gunn
- Sabu et Road Warrior Hawk def. Terry Funk et King Kong Bundy

### Extreme Championship Wrestling

#### 1994
November to Remember 1994 s'est déroulé le 5 novembre 1994 au ECW Arena de Philadelphie, Pennsylvanie.
- J.T. Smith def. Hack Meyers
- The Pitbulls (Pitbull #1 et Pitbull #2) def. Bad Breed (Axl et Ian Rotten)
- 2 Cold Scorpio def. Mr. Hughes
- Tommy Dreamer def. Tommy Cairo
- Dean Malenko def. The Tazmaniac
- Shane Douglas def. Ron Simmons pour conserver le ECW World Television Championship
- The Public Enemy (Rocco Rock et Johnny Grunge) def. Cactus Jack et Mikey Whipwreck pour remporter le ECW Tag Team Championship
- Chris Benoit a combattu Sabu pour un match nul
  - Le match était arrêté après que Sabu brisait sa nuque dans une tentative de back bodydrop.
- Chris Benoit a combattu 2 Cold Scorpio pour un double décompte à l'extérieur

#### 1995
November to Remember 1995 s'est déroulé le 18 novembre 1995 au ECW Arena de Philadelphie, Pennsylvanie.
- Don E. Allen a combattu Broad Street Bully pour un match nul
  - Buh Buh Ray Dudley a effectué le tombé sur les deux hommes alors qu'il était l'annonceur spécial.
- Konnan def. Jason Knight avec Taz en tant qu'arbitre spécial
- Stevie Richards (w/The Blue Meanie) def. Pablo Marquez
- The Pitbulls (Pitbull #1 et Pitbull #2) (w/Francine) def. The Eliminators (John Kronus et Perry Saturn) (w/Jason Knight)
- Rey Misterio, Jr. def. Psicosis dans un Mexican Death match
- The Sandman et 2 Cold Scorpio def. The Public Enemy (Rocco Rock et Johnny Grunge) pour conserver le ECW Tag Team Championship
- Bill Alfonso def. Tod Gordon avec Beulah McGillicutty en tant qu'arbitre spéciale
- The Sandman a combattu le ECW Heavyweight Champion Mikey Whipwreck pour un match nul
  - The Sandman était attaqué par Steve Austin, Whipreck conservait le ECW World Heavyweight Championship.
- Mikey Whipwreck def. Steve Austin pour conserver le ECW World Heavyweight Championship
- Sabu def. Hack Meyers
- Terry Funk et Tommy Dreamer def. Raven et Cactus Jack

#### 1996
November to Remember 1996 s'est déroulé le 16 novembre 1996 au ECW Arena de Philadelphie, Pennsylvanie.
- Stevie Richards def. David Tyler Morton Jericho
- Axl Rotten def. Hack Meyers
- Buh Buh Ray Dudley def. D-Von Dudley
- The Eliminators (John Kronus et Perry Saturn) ont combattu Sabu et Rob Van Dam pour un match nul résultant de la limite de temps
- Chris Candido def. Mikey Whipwreck
- The Gangstas (New Jack et Mustafa Saed) def. The Eliminators (John Kronus et Perry Saturn) et Sabu et Rob Van Dam dans un Triple Threat match
- 2 Cold Scorpio def. J.T. Smith dans un Loser leaves town match
- 2 Cold Scorpio def. Devon Storm dans un Loser leaves town match
- 2 Cold Scorpio def. Hack Meyers dans un Loser leaves town match
- Louie Spicolli def. 2 Cold Scorpio dans un Loser leaves town match
- The Sandman def. Raven pour conserver le ECW World Heavyweight Championship
- Terry Funk et Tommy Dreamer def. Shane Douglas et Brian Lee

#### 1997
November to Remember 1997 s'est déroulé le 30 novembre 1997 au Golden Dome de Monaca, Pennsylvania. C'était le premier NTR à être en pay-per-view.
- Dark match: Chris Chetti et Spike Dudley def. Erin O'Grady et Paul Diamond
  - Dudley a effectué le tombé sur O'Grady.
- Chris Candido et Lance Storm def. Tommy Rogers et Jerry Lynn (16:42)
  - Candido a effectué le tombé sur Rogers.
- Mikey Whipwreck def. Justin Credible (w/Jason) (7:15)
  - Whipreck a effectué le tombé sur Credible après un Whippersnapper.
- Taz def. Pitbull #2 (w/Pitbull #1, Brakkus, et Lance Wright) pour conserver le ECW World Television Championship (1:29)
  - Taz a fait abandonner Pitbull #2.
  - Après le match, Taz défiait Brakkus à venir sur le ring.
- The F.B.I. (Tracy Smothers et Little Guido) (w/Tommy Rich) def. The Dudley Boyz (Buh Buh Ray et D-Von) (w/Big Dick Dudley, Sign Guy Dudley, et Joel Gertner), The Hardcore Chair Swingin' Freaks (Balls Mahoney et Axl Rotten) et The Gangstanators (New Jack et John Kronus) dans un Four-Way Dance pour conserver le ECW Tag Team Championship (14:32)
  - Buh Buh a effectué le tombé sur Kronus (10:04)
  - Rotten a effectué le tombé sur D-Von (12:27)
  - Guido a effectué le tombé sur Mahoney (14:32)
- Rob Van Dam (w/Bill Alfonso) a combattu Tommy Dreamer (w/Beulah McGillicutty) pour un match nul dans un Flag match (16:02)
  - Stevie Richards, Doug Furnas & Phil LaFon sont intervenus en faveur de Van Dam; quelques instants plus tard, Van Dam portait le Five-Star Frog Splash sur Dreamer avec Richards, Furnas, et LaFon faisant le compte de trois, et Alfonso sonnant la cloche et annonçant Van Dam comme le vainqueur.
- Sabu (w/Bill Alfonso) def. The Sandman dans un Tables et Ladder match (20:55)
  - Sabu a effectué le tombé sur Sandman après un Atomic Arabian Facebuster avec l'échelle.
- Shane Douglas (w/Francine) def. Bam Bam Bigelow pour remporter le ECW World Heavyweight Championship(25:02)
  - Douglas a effectué le tombé sur Bigelow après une Belly to Belly Suplex.

#### 1998
November to Remember 1998 s'est déroulé le 1er novembre 1998 au Lakefront Arena de La Nouvelle-Orléans, Louisiane.
- The bWo (The Blue Meanie et Super Nova) def. Danny Doring et Amish Roadkill (10:54)
  - Meanie a effectué le tombé sur Doring.
- Tommy Rogers (w/Chris Chetti) def. Tracy Smothers (w/Tommy Rich et Little Guido) (7:51)
  - Rogers a effectué le tombé sur Smothers.
- Lance Storm (w/Tammy Lynn Bytch) def. Jerry Lynn (avec Tammy Lynn Sytch et Mikey Whipwreck en tant qu'arbitres spécials) (16:48)
  - Storm a effectué le tombé sur Lynn.
- Masato Tanaka et Balls Mahoney (w/Axl Rotten) def. The Dudley Boyz (Buh Buh Ray et D-Von) (w/Joel Gertner et Sign Guy Dudley) pour remporter le ECW Tag Team Championship (15:01)
  - Balls a effectué le tombé sur D-Von et Tanaka a réalisé le compte de trois sur Buh Buh.
- Jake Roberts et Tommy Dreamer def. Justin Credible et Jack Victory (12:26)
  - Dreamer et Roberts ont effectué simultanément le tombé sur Credible après que les deux hommes lui ont porté un DDT de l'échelle.
  - Après le match, Terry Funk se ramenait et tabassait Dreamer pour ne pas l'avoir choisi comme partenaire.
- Sabu, Rob Van Dam et Taz vainquent The Triple Threat (en) (Shane Douglas, Bam Bam Bigelow et Chris Candido) (12:57)
  - Sabu a effectué le tombé sur Douglas.

#### 1999
November To Remember 1999 s'est déroulé le 7 novembre 1999 au Burt Flickinger Center de Buffalo, New York.
- Spike Dudley def. Simon Diamond (w/Dick Hertz) (2:59)
  - Spike a effectué le tombé sur Diamond après un Acid Drop.
- Little Guido (w/Sal E. Graziano) def. Nova (4:20)
  - Guido a effectué le tombé sur Nova.
- Jerry Lynn def. Yoshihiro Tajiri (w/Steve Corino et Jack Victory) et Super Crazy dans un Three-Way Dance (10:59)
  - Tajiri a effectué le tombé sur Crazy (6:44)
  - Lynn a effectué le tombé sur Tajiri (10:59)
- Da Baldies (Spanish Angel, Tony DeVito, Vito LoGrasso, et P.N. News) def. New Jack et The Hardcore Chair Swingin' Freaks (Axl Rotten et Balls Mahoney) dans un match Handicap (8:21)
  - Angel a effectué le tombé sur New Jack après l'avoir frappé avec une guitare.
- Sabu (w/Bill Alfonso) def. Chris Candido (w/Tammy Lynn Sytch) (17:42)
  - Sabu a fait abandonner Candido.
- Mike Awesome def. Masato Tanaka pour conserver le ECW World Heavyweight Championship (12:26)
  - Awesome a effectué le tombé sur Tanaka après un Powerbomb.
- Rob Van Dam (w/Bill Alfonso) def. Taz pour conserver le ECW World Television Championship (14:34)
  - Van Dam a effectué le tombé sur Taz après le Five Star Frog Splash.
- Rhino et The Impact Players (Justin Credible et Lance Storm) (w/Jason Knight et Dawn Marie) def. Raven, Tommy Dreamer, et The Sandman (w/Francine) (9:19)
  - Credible a effectué le tombé sur Sandman après un That's Incredible! et un coup de singapore cane de Raven sur Sandman.

#### 2000
November To Remember 2000 s'est déroulé le 5 novembre 2000 au Odeum Expo Center de Villa Park, Illinois.
- Simon Diamond et Johnny Swinger def. Christian York et Joey Matthews(5:20)
  - Swinger a effectué le tombé sur York après une intervention de C.W. Anderson qui lui a porté un Anderson Spinebuster.
- Kid Kash def. C.W. Anderson(10:45)
  - Kash a effectué le tombé sur Anderson après un Tornado DDT.
- Amish Roadkill, Danny Doring, et Spike Dudley def. Hot Commodity (Chris Hamrick, Julio Dinero, et E.Z. Money)(8:23)
  - Dudley a effectué le tombé sur Hamrick après un Acid Drop.
- Nova def. Chris Chetti dans un Loser Leaves Town match(9:43)
  - Nova a effectué le tombé sur Chetti après un Kryptonite Krunch de la troisième corde.
- Balls Mahoney et Chilly Willy def. Da Baldies (Angel et Tony DeVito) dans un Flaming Tables match(12:11)
  - Mahoney a fait passer DeVito à travers une table pour remporter le match.
- Rhino def. New Jack pour conserver le ECW World Television Championship(7:55)
  - Rhino a effectué le tombé sur Jack après un Gore à travers une table.
- The F.B.I. (Little Guido et Tony Mamaluke) (w/Sal E. Graziano) def. The Unholy Alliance (Yoshihiro Tajiri et Mikey Whipwreck) pour conserver le ECW Tag Team Championship(15:46)
  - Guido a effectué le tombé sur Tajiri après un Double Bulldog.
  - Pendant le match, Whipwreck était blessé et remplacé par Super Crazy.
- Steve Corino (w/Jack Victory et Dawn Marie) def. Justin Credible (w/Francine), Jerry Lynn (c) et The Sandman dans un Double Jeopardy match pour remporter le ECW World Heavyweight Championship(24:07)
  - Credible a effectué le tombé sur Lynn après un That's Incredible! et Corino a effectué le tombé sur Sandman après un Russian Leg Sweep et avec une singapore cane (16:21)
  - Corino a effectué le tombé sur Credible après un Old School Expulsion(24:07)
  - Les règles de ce match était que les deux matchs se déroulaient en même temps, Corino vs. Sandman et Credible vs. Lynn. Les vainqueurs continuaient le match l'un contre l'autre alors que les perdants restaient au bord du ring en tant que bûcherons.